# كمء

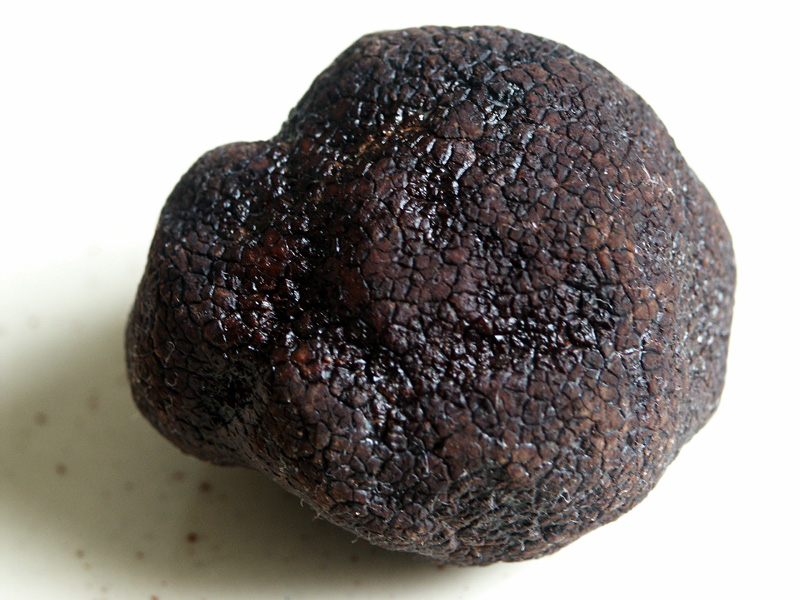
كمء أسود (Tuber melanosporum)

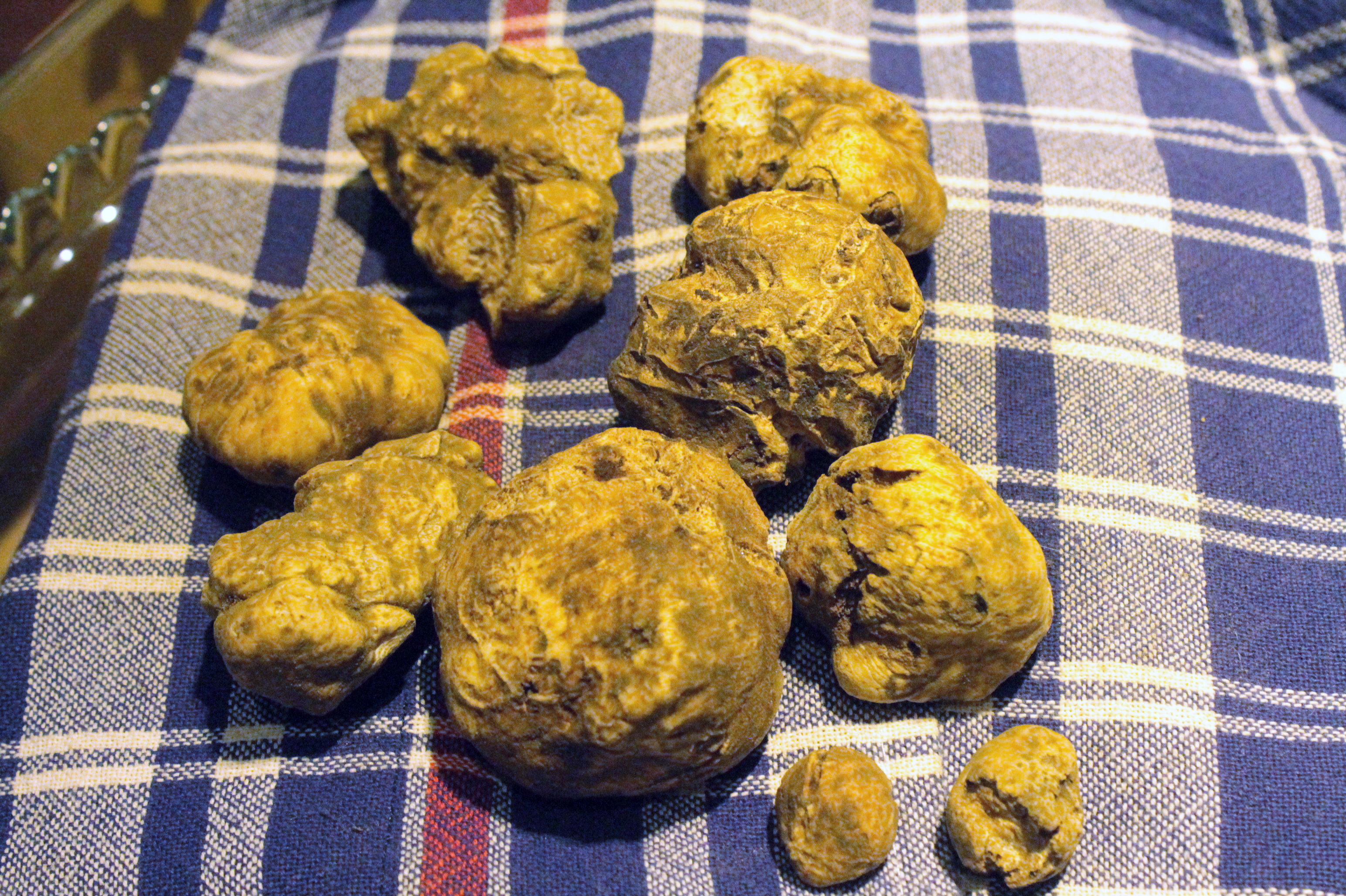
كمء أبيض من سان مينياتو بإيطاليا

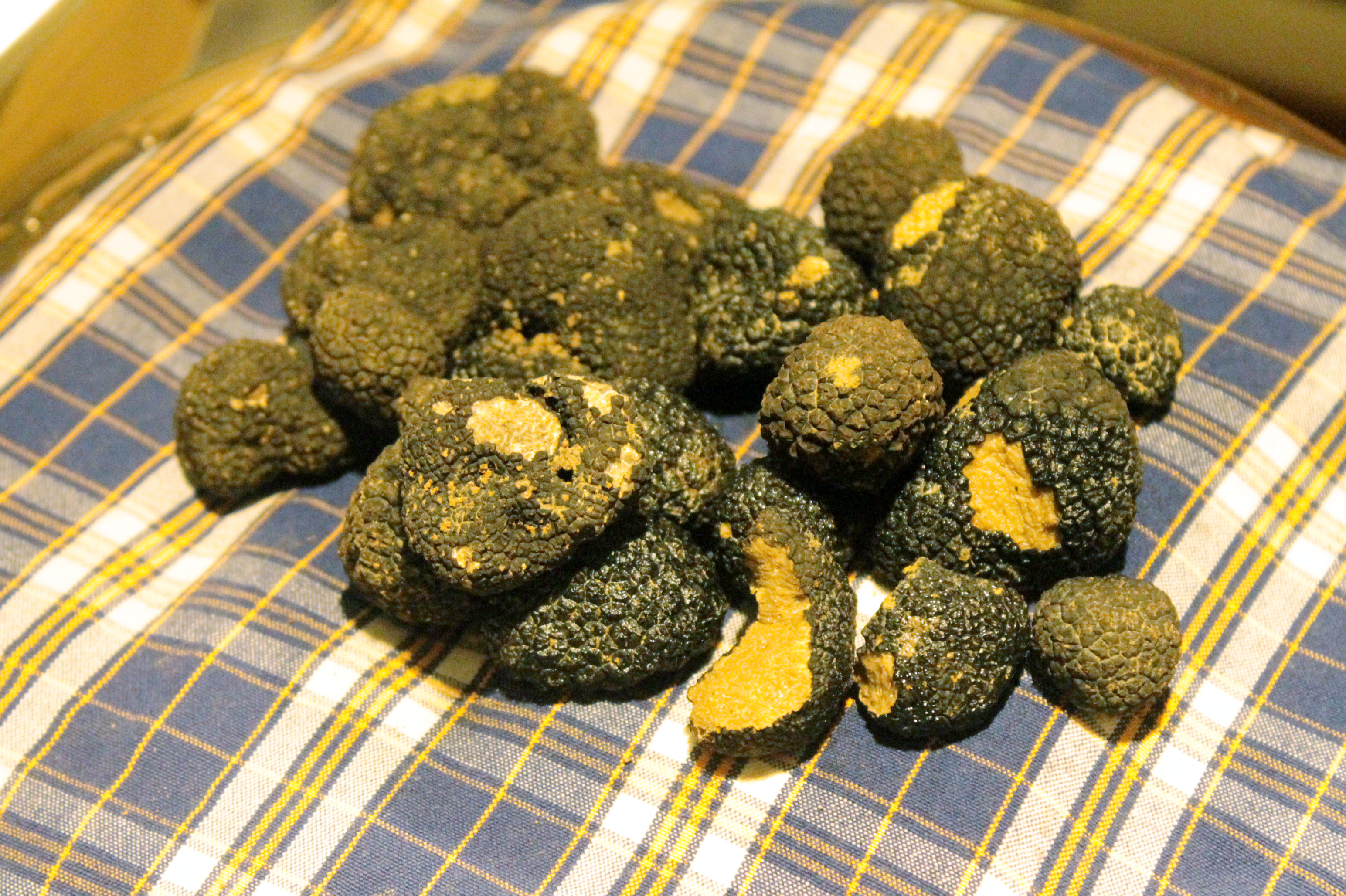
كمأة سوداء من سان مينياتو

الكَمْء (الجمع: أَكْمُؤ، كَمْأَة)، ولها أسماء أخرى مثل الفقع (في دول الخليج العربي) أو نبات الرعد أو بنت الرعد أو لفت الرعد أو العبلاج (في السودان) أو الترفاس (في مصر ودول المغرب العربي)، هو الجسم المثمر للفطريات الزقية الموجودة تحت الأرض، وهي في الغالب واحدة من الأنواع العديدة التي تنتمي إلى جنس العسقول. بالإضافة إلى العسقول، تُصنَّف أكثر من مائة جنس آخر من الفطريات على أنها كمأة بما في ذلك جنس كوب الأرض، والفنجاني، وفطر الخنزير و Leucangium. تنتمي هذه الأجناس إلى طائفة الفطور الفنجانية ورتبة الفنجانيات. اُتستبعدت العديد من الفطريات الدعامية الشبيهة بالكمء من رتبة الفنجانيات، بما في ذلك Rhizopogon و Glomus. الكمء هي فطريات متعايشة مع الجذر خارجيًّا [الإنجليزية]، لذا فهي عادةً ما توجد في ارتباط وثيق بجذور الأشجار. تتم تتبعثر البوغ من خلال آكلات الفطر، وهي الحيوانات التي تأكل الفطريات.  تلعب هذه الفطريات أدوارًا بيئية مهمة في دورة المغذيات وتحمل الجفاف.
تحظى بعض أنواع الكمء بتقدير كبير بوصفه غذاء. أطلق خبير الطهي الفرنسي جان أنتلم بريا-سافارين على الكمء اسم "ألماسة المطبخ". تُستخدم الكمأة الصالحة للأكل في المطابخ الإيطالية، والفرنسية والعديد من المطابخ الراقية الوطنية الأخرى. تُزرع الكمأة وتُحصد من البيئات الطبيعية.